# Бойсе (аэропорт)
Аэропо́рт Бо́йсе (англ. Boise Airport), (ИАТА: BOI, ИКАО: KBOI, FAA LID: BOI) — военно-гражданский, коммерческий и общего назначения аэропорт, расположенный в 3 километрах на юг от центрального делового района города Бойсе (округ Ада, штат Айдахо, США). Аэропорт находится под юрисдикцией департамента авиации города Бойсе и управляется специальной комиссией, состоящей из 7 человек.

## Операционная деятельность
Аэропорт Бойсе занимает площадь в 2 023 га, расположен на высоте 875 метров над уровнем моря и эксплуатирует две взлётно-посадочных полосы:
- 10л/28п размерами 3 048 x 46 метров с асфальтовым покрытием;
- 10п/28л размерами 2 976 x 46 метров с асфальтовым покрытием (КГС/РМД);
- 9п/27л размерами 1 524 x 27 метров с асфальтовым покрытием.

В период с 1 января 2009 года по 1 января 2010 года Аэропорт Бойсе обработал 129 004 операции по взлётам и посадкам самолётов (в среднем 354 операций ежедневно), из которых 31 % пришлось на регулярные коммерческие перевозки, 12 % — на аэротакси, 47 % составили рейсы авиации общего назначения и 10 % — рейсы военной авиации. На апрель 2010 года в аэропорту базировалось 233 летательных аппарата, из них 123 — однодвигательные, 31 — многодвигательные, 10 — реактивные самолёты, 24 — вертолёты и 45 — военные самолёты.
В 2008—2013 годах была построена вышка высотой 98 метров.
Ниже приведена динамика численности обслуженных пассажиров за последние годы:
Данные из запроса в Викиданные.

## Авиакомпании и пункты назначения

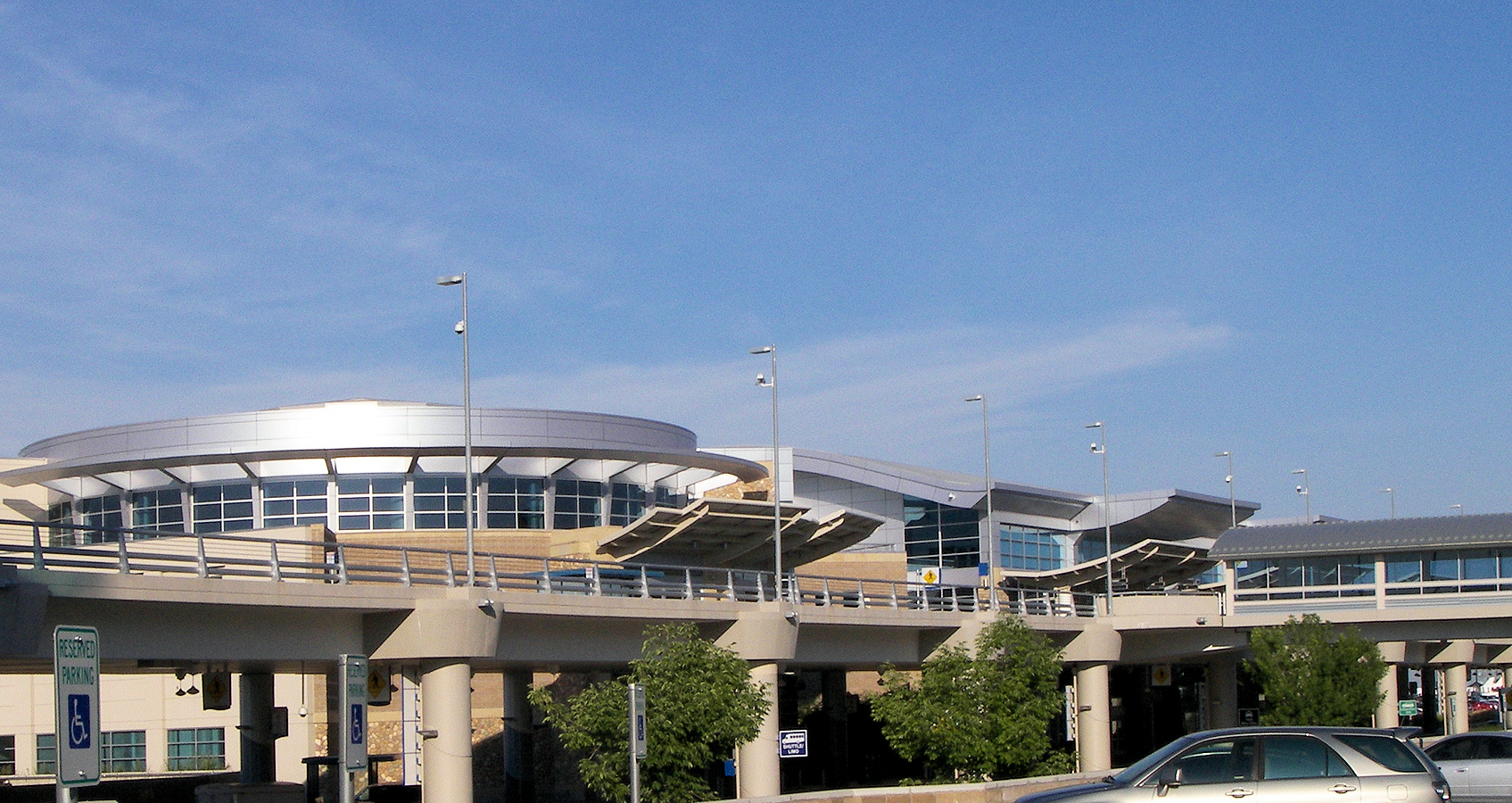
Пассажирский терминал аэропорта